# Norma Aleandro
Norma Aleandro Robledo (ur. 2 maja 1936 w Buenos Aires) – argentyńska aktorka filmowa, teatralna i telewizyjna, uważana powszechnie za ikonę argentyńskiej kultury.
Laureatka nagrody dla najlepszej aktorki na 38. MFF w Cannes za kreację w filmie Wersja oficjalna (1985). Była nominowana do Oscara i Złotego Globu dla najlepszej aktorki drugoplanowej za rolę w obrazie Gaby. Historia prawdziwa (1987).

## Życiorys
Urodziła się w Buenos Aires jako córka pary aktorów: Maríi Luisy Robledo i Pedra Aleandro. Już w wieku 13 lat zagrała swoją pierwszą teatralną rolę, a od 1952 zaczęła grywać również w filmach.
Jej kariera rozwijała się pełną parą aż do 1976, gdy jej nieskrywane poglądy polityczne zbyt mocno drażniły rządzącą Argentyną juntę wojskową. Aleandro została zmuszona do emigracji - spędziła pięć lat w Urugwaju i w Hiszpanii. Wróciła do ojczyzny w 1982, jeszcze przed upadkiem dyktatury. Triumfalny powrót aktorki na szczyt zapewniła światowa premiera sztuki Maria Vargasa Llosy Panienka z Tacny, gdzie jej bohaterka pojawiała się na scenie w wieku zarówno 19, jak i 90 lat.
Przełomem w jej karierze okazała się główna rola w filmie Wersja oficjalna (1985) Luisa Puenzo, która przyniosła jej międzynarodowy rozgłos i nagrodę aktorską na 38. MFF w Cannes. Sam film był zdobył Oscara i Złoty Glob za najlepszy film nieanglojęzyczny.
Kolejnym sukcesem Aleandro była rola w filmie Gaby. Historia prawdziwa (1987) Luisa Mandokiego, za którą była nominowana do Oscara i Złotego Globu dla najlepszej aktorki drugoplanowej.
Następnie aktorka próbowała swoich sił w kinie amerykańskim. Jednakże kolejne tytuły, takie jak Kuzyni (1989) Joela Schumachera czy Oznaki życia (1990) Marisy Silver, przechodziły bez echa. Aleandro powróciła więc do Argentyny, gdzie - ze względu na swój status gwiazdy i autorytetu - miała dużo ciekawsze propozycje.
Sukces odniosła dzięki roli w Jesiennym słońcu (1996) Eduardo Mignogni, za którą otrzymała nagrodę dla najlepszej aktorki na MFF w San Sebastián oraz drugiego w karierze Srebrnego Kondora, nagrodę argentyńskich krytyków filmowych (pierwszego przyniosła jej Wersja oficjalna). Trzeciego Srebrnego Kondora, tym razem za rolę drugoplanową, dostała Aleandro za nominowaną do Oscara komedię Syn panny młodej (2001) Juana José Campanelli.

## Życie prywatne
Aleandro była dwukrotnie zamężna. Z pierwszego małżeństwa z aktorem Oscarem Ferrigno ma syna Oscara Jr., który również został aktorem.